# إليشا س. ديك
إليشا س. ديك (بالإنجليزية: Elisha C. Dick) هو طبيب أمريكي، ولد في 15 مارس 1762 في مقاطعة تشيستر في الولايات المتحدة، وتوفي في 22 سبتمبر 1825 في الإسكندرية في الولايات المتحدة.